# Дружба (Шипуновский район)
Дружба — посёлок в Шипуновском районе Алтайского края. Входит в состав Самсоновского сельсовета.

## География
Расположен в верховье лога Берёзовый.

## Население
| 1997 | 1998 | 1999 | 2000 | 2001 | 2002 |
| ---- | ---- | ---- | ---- | ---- | ---- |
| 140  | ↗143 | ↘127 | ↘126 | ↗127 | ↘116 |
| 2003 | 2004 | 2005 | 2006 | 2007 | 2008 |
| ↘104 | ↘102 | ↘99  | ↘73  | ↘60  | ↘54  |
| 2009 | 2010 | 2011 | 2012 | 2013 |      |
| ↘51  | ↗52  | ↘49  | ↘43  | ↘40  |      |

Национальный состав
Согласно результатам переписи 2002 года, в национальной структуре населения русские составляли 94 %.